# ParaFla!
ParaFla!(パラフラ)とは、Coa が開発している Adobe Flash 作成用ソフトウェア（フリーウェア）である。2004年8月24日にVer0.1がリリースされた。
2017年現在、公式サイトは消滅しておりダウンロードが出来なくなった。

## 概要
元々は名前の通り「パラパラマンガを簡単に作るソフト」で、MotionSWFを使う上で不便だと感じた点を補完する形で開発が始まった。
「敷居は低く懐は深く」を標語に掲げ、基本的な操作は簡単に、かつ、高度な機能もサポートする。
Flash作成ソフトとしては珍しくタイムラインを採用せず、イベントベースでのオーサリング環境を採用している点が特徴である。そのためゲーム等のプログラムを扱うFlashに強い一方、アニメ等の時間に合わせて絵が動くようなFlashに弱いと言われる。無料にもかかわらず多機能な上、手軽にFlashを作成することが可能であること、また日本語標準対応なことから幅広く利用された。ParaFlaとの連携性が高いCoa作成のドローツール、ParaDrawがあり、ParaFla専用3Dアニメーションツール「ParaPoly」のリリースも予定されていた。
Adobe Flashなど他のFlash作成ソフトとのソースファイルの互換性は無い。

## 主な機能
- ボタンのアクション
- MP3のストリーミング再生
- FLASH MX(SWF6)相当のActionScript(0.7Series～)
- 携帯電話用として、FLASH4相当のActionScript
- SWF7 SWF8の書き出し
- PDR(ParaDraw専用形式）によるベクタ画像の使用　マスクやシェイプモーフィング
- 携帯電話用FLASH（FLASH4相当)の作成
- FLVによる動画の使用(※ビデオコーデックはH.263、音声コーデックはMP3のみに対応)
- テキストエフェクト機能